# Благодійна Україна — 2013
Основна стаття: Національний конкурс «Благодійна Україна»
«Благодійна Україна — 2013», також II національний конкурс «Благодійна Україна»
Конкурс «Благодійна Україна — 2013» стартував 16 квітня 2013 року. Збір заявок тривав до 21 лютого 2014 року. Загалом на адресу Оргкомітету надійшло 227 заявок у 10 конкурсних та 3 спеціальних номінаціях.
18 березня відбулася спільна прес-конференція Оргкомітету, Конкурсної комісії, Наглядової ради та Медіа-ради, на якій були оголошені імена лауреатів конкурсу — по три благодійники в усіх конкурсних номінаціях. 11 номінацій оцінювала Конкурсна комісія, переможців у спеціальній номінації «Благодійність в медіа» визначала Медіа-рада, а голосування за переможців у номінації «Народний благодійник», яке з 26 лютого проходило в інтернеті, на офіційному сайті Асоціації благодійників України, завершилося під час прес-конференції.
Церемонія нагородження переможців пройшла 21 березня 2014 в Києві у приміщенні Національного культурно-мистецького і музейного комплексу «Мистецький Арсенал». Переможці отримали найвищу доброчинну нагороду України — «Янгола Добра».

### Церемонія нагородження
Церемонію провів «голос Майдану», публіцист, письменник і бард Володимир Гонський. На початку вечора організатори відзначили Медичну службу Майдану, Михайлівський Золотоверхий монастир, Мальтійську польову кухню і 5 канал (за телемарафон «Небесна сотня»).
Нагороди вручали лідер гурту «Мандри» Сергій Фоменко, голова Наглядової ради Міжнародного благодійного фонду «Україна 3000» Катерина Ющенко, журналіст і співачка Анжеліка Рудницька, благодійник і громадська діячка Маргарита Січкар, президент Благодійного фонду «Приятелі дітей» Марина Криса, голова Правління Українського форуму благодійників Інна Підлуська, генеральний директор НКММК «Мистецький Арсенал» Наталя Заболотна, президент Української торгово-промислової конфедерації Володимир Демчак, підприємець і громадський діяч, президент ГО «Вектор» Андрій Іонов, голова правління МБФ «Україна 3000» Марина Антонова, керівник благодійного фонду Дениса Силантьєва Інна Силантьєва, заступник Голови Національної ради з питань телебачення і радіомовлення України Лариса Мудрак, піар-менеджер МБФ Костянтина Кондакова Владислав Шелоков.
Переможці отримали «благодійних Оскарів» — унікальні бурштинові статуетки «Янгол Добра», а лауреати — пам'ятні дипломи. Окрім цього, всім переможцям були вручені аудіо-диски «Мій Шевченко» — 110 творів Тараса Шевченка у виконанні Святослава Максимчука. Лауреати і переможці в номінації «Благодійник — дитяча або молодіжна організація» додатково отримали подарунки від голови Конкурсної комісії Маргарити Січкар — гру «Камелія».
Під час церемонії звучали музичні твори у виконанні Сергія Фоменка, гурту «Ва-Банк» та струнного квартету під орудою Антоніни Криси.

### Регіональні конкурси
У рамках конкурсу «Благодійна Україна-2013» пройшли регіональні конкурси «Благодійна Львівщина», «Благодійна Одеса», «Благодйна Херсонщина».

### Організатори
Засновник конкурсу — Асоціація благодійників України, співзасновник — МБФ «Україна 3000».

### Керівні органи

#### Організаційний комітет
- Голова Оргкомітету — Олександр Максимчук, Президент Асоціації благодійників України.
- Секретар Оргктмітету — Юлія Яндрова, виконавчий директор Асоціації благодійників України.

#### Наглядова рада
- Сергій Фоменко, Голова Наглядової ради
- Марія Бурмака
- Анжеліка Рудницька
- Іван Малкович
- Оксана Забужко
- Богдан Макуц

#### Конкурсна комісія
- Маргарита Січкар, Голова Конкурсної комісії.
- Костянтин Голубятніков, голова Наглядової ради благодійного фонду «Благомай».
- Марина Криса, президент благодійного фонду «Приятелі дітей».
- Олександр Олійник, віце-президент Асоціації благодійників України, секретар конкурсної комісії.
- Алла Прунь, виконавчий директор ІАЦ «Громадський простір».
- Інна Підлуська, голова правління Українського форуму благодійників.
- Артем Стельмашов, головний редактор NovaUkraina.org.

В оцінюванні також взяли участь 14 незалежних експертів.

#### Медіа-рада
- Лариса Мудрак, заступник Голови Національної ради України з питань телебачення і радіомовлення, Голова Медіа-ради[9].
- Тетяна Лебедєва, Почесний голова Незалежної асоціації телерадіомовників України.
- Дмитро Кравченко, заступник голови Державного комітету телебачення та радіомовлення України.
- Андрій Куликов, журналіст, медіа-експерт, телеведучий.
- Віктор Шлінчак, співзасновник ТОВ «Українські медійні системи», керівник проекту «Главком».
- Олег Наливайко, голова Національної спілки журналістів України.
- Інна Кузнєцова, головний редактор Київського бюро Української служби «Радіо Свобода».
- Юлія Бердник, директор по комунікаціям і розвитку Асоціації «Інформаційні технології України».

#### Партнери
- Національна рада з питань телебачення та радіомовлення [Архівовано 15 квітня 2014 у Wayback Machine.]
- Державний комітет з питань телебачення та радіомовлення України [Архівовано 4 грудня 2019 у Wayback Machine.]
- Міжнародний благодійний фонд Костянтина Кондакова

- Українська торгово-промислова конфедерація
- Національний культурно-мистецький та музейний комплекс «Мистецький арсенал»

#### Інформаційні партнери
- ІАЦ «Громадський простір»
- ІА «Страйк»
- ГО «Вікімедіа Україна»
- ГО «Європейський вибір»
- МА «Територія А»
- Портал «Нова Україна»